# Trichilia emetica
Trichilia emetica là một loài thực vật thuộc họ Meliaceae (họ Xoan). Nó thường được gọi là Natal mahogany trong tiếng Anh. Loài cây này sinh sống những những nơi ven sông, có mặt rộng khắp từ tỉnh KwaZulu-Natal của Nam Phi đến châu Phi nhiệt đới.
Đây là cây thường xanh, với lá màu xanh sậm bóng.